# 제2차 이토 내각
제2차 이토 내각(일본어: 第2次伊藤内閣)은 전 추밀원 의장 이토 히로부미가 제5대 내각총리대신으로 임명되어, 1892년 8월 8일부터 1896년 9월 18일까지 존재한 일본의 내각이다.
이토 히로부미는 1896년(메이지 29년) 8월 31일에 내각총리대신을 사임하였고, 같은 해 9월 18일에 마쓰카타 마사요시가 조각을 할 때까지 추밀원 의장 구로다 기요타카가 내각총리대신을 임시로 겸임하였다.
이 내각에서 청일 전쟁을 수행하여 청나라의 조선에 대한 영항력을 배제하고, 서양 열국과의 불평등조약을 개정하였다. 그리하여 일본은 동아시아의 강대국이자 제국주의 열강 대열에 합류할 발판을 갖추게 됐다.

## 재직 기간
- 1892년(메이지 25년) 8월 8일 ~ 1896년(메이지 29년) 9월 18일
- 재직 일수 : 1485일

## 개요
직전 내각총리대신 마쓰카타 마사요시가 자신의 각료에게도 버림받고 내각을 내팽개치는 사태는 1892년(메이지 25년) 8월 2일에 대명을 받은 이토 히로부미에게도 향후 정권 운영의 불안을 안겼다. 이토 히로부미는 원훈의 입각을 조건으로 조각하는 것을 표명하여 구로다 기요타카와 야마가타 아리토모의 두 내각총리대신 경험자의 입각을 얻어내어 조각을 마쳤다. 이 때문에 ‘원훈 내각’이라고 칭해졌다. 같은 해 11월 27일에 이토 히로부미가 타고 있던 인력거가 마차와 충돌하여 대파하는 교통사고가 일어나 중상을 입은 이토 히로부미를 대신하여 내무대신 이노우에 가오루가 임시 내각총리대신 대리를 이듬해 2월 7일까지 지냈다.
민당과의 정비 절감과 해군 예산을 둘러싼 대립에서 메이지 천황으로부터 화애협동조칙과 6년간 내정비에서 매년 30만엔, 관리의 봉급 1할을 조함비로 충당할 것을 조건으로 타협을 성립시켜 예산안을 통과시켰다. 조약개정 교섭의 말기에 민당(입헌개진당)과 우익(국민협회, 대일본협회 등) 사이에서 높아지는 대외강경파의 움직임에 대해서는 2번의 중의원 해산으로 맞서 영일 통상 항해 조약의 체결에 따른 치외법권 철폐에 성공하였다.
그 직후 조선에서 발생한 동학 농민 운동에의 군사 개입을 계기로 청일 전쟁이 시작되면서 히로시마에 대본영과 제국의회를 이전하여 전시 체제를 확립하였고, 일본을 승리로 이끌어 청나라와 시모노세키 조약을 체결하였다. 이 내각의 장기 집권에는 청일 전쟁에서 승리한 영향이 크다.
하지만 삼국 간섭, 계속되는 을미사변과 아관파천으로 인하여 일본의 한반도에서의 영향력은 오히려 저하되어 전시 중 정부와 민당의 협조 관계는 점차 붕괴됐다. 한편 1896년에는 항해장려법, 조선장려법을 제정하였다. 또한 이토 히로부미는 초연주의를 포기하고 자유당 총재 이타가키 다이스케를 내무대신으로 입각시켜 자유당의 여당화를 도모하였다. 이어서 전 내각총리대신 마쓰카타 마사요시와 진보당 당수 오쿠마 시게노부의 입각을 계획하지만 오쿠마에게 라이벌 의식을 갖고 있던 이타가키 다이스케와 초연주의를 고수하는 야마가타 아리토모가 이에 반발하자 이토 히로부미는 더 이상 정권 유지가 곤란하다고 판단하여 사표를 제출하였다.

## 인사

### 국무대신
| 출신번벌 : 공가 사쓰마번 조슈번 도사번 히젠 번 기타 번 막신 |

| 직책         | 대수 | 성명                | 성명   | 출신                                          | 취임일           | 퇴임일           | 비고                                   |
| ------------ | ---- | ------------------- | ------ | --------------------------------------------- | ---------------- | ---------------- | -------------------------------------- |
| 내각총리대신 | 5    | 이토 히로부미       |        | 조슈번 백작                                   | 1892년 8월 8일   | 1896년 8월 31일  |                                        |
| 내각총리대신 | -    | 구로다 기요타카     |        | 사쓰마번 백작 육군중장                        | 1896년 8월 31일  | 1896년 9월 18일  | 임시겸임                               |
| 외무대신     | 7    | 무쓰 무네미쓰       |        | 기슈번 자작                                   | 1892년 8월 8일   | 1896년 5월 30일  | 1894년 서작                            |
| 외무대신     | 8    | 사이온지 긴모치     |        | 공가 후작                                     | 1896년 5월 30일  | 1896년 9월 18일  | 겸임                                   |
| 내무대신     | 10   | 이노우에 가오루     |        | 조슈 번 백작                                  | 1892년 8월 8일   | 1894년 10월 15일 |                                        |
| 내무대신     | 11   | 노무라 야스시       |        | 조슈 번 자작                                  | 1894년 10월 15일 | 1896년 2월 3일   |                                        |
| 내무대신     | 12   | 요시카와 아키마사   |        | 도쿠시마번 자작                               | 1896년 2월 3일   | 1896년 4월 14일  | 겸임                                   |
| 내무대신     | 13   | 이타가키 다이스케   |        | 도사번 자유당총리 백작                        | 1896년 4월 14일  | 1896년 9월 18일  |                                        |
| 대장대신     | 5    | 와타나베 구니타케   |        | 다카시마 번 자작                              | 1892년 8월 8일   | 1895년 3월 17일  |                                        |
| 대장대신     | 6    | 마쓰카타 마사요시   |        | 사쓰마 번 백작                                | 1895년 3월 17일  | 1895년 8월 27일  |                                        |
| 대장대신     | 7    | 와타나베 구니타케   |        | 다카시마 번 자작                              | 1895년 8월 27일  | 1896년 9월 18일  | 1895년 10월 9일까지 대장·체신대신 겸임 |
| 육군대신     | 6    | 오야마 이와오       |        | 사쓰마 번 백작 육군중장                       | 1892년 8월 8일   | 1896년 9월 18일  |                                        |
| 해군대신     | 6    | 니레 가게노리       |        | 사쓰마 번 자작 해군중장                       | 1892년 8월 8일   | 1893년 3월 11일  |                                        |
| 해군대신     | 7    | 사이고 주도         |        | 사쓰마 번 국민협회회두 백작 해군대장 육군중장 | 1893년 3월 11일  | 1896년 9월 18일  |                                        |
| 사법대신     | 7    | 야마가타 아리토모   |        | 조슈 번 백작 육군중장                         | 1892년 8월 8일   | 1893년 3월 11일  |                                        |
| 사법대신     | -    | (공석)              | (공석) | (공석)                                        | 1893년 3월 11일  | 1893년 3월 16일  |                                        |
| 사법대신     | 8    | 요시카와 아키마사   |        | 도쿠시마 번 자작                              | 1893년 3월 16일  | 1896년 9월 18일  | 겸임                                   |
| 문부대신     | 8    | 고노 도가마         |        | 도사 번                                       | 1892년 8월 8일   | 1893년 3월 7일   |                                        |
| 문부대신     | 9    | 이노우에 고와시     |        | 히고 번                                       | 1893년 3월 7일   | 1894년 8월 29일  |                                        |
| 문부대신     | -    | 요시카와 아키마사   |        | 도쿠시마 번 자작                              | 1894년 8월 29일  | 1894년 10월 3일  | 임시겸임                               |
| 문부대신     | 10   | 사이온지 긴모치     |        | 공가 후작                                     | 1894년 10월 3일  | 1896년 9월 18일  | 겸임                                   |
| 농상무대신   | 9    | 고토 쇼지로         |        | 도사 번 백작                                  | 1892년 8월 8일   | 1894년 1월 22일  |                                        |
| 농상무대신   | 10   | 에노모토 다케아키   |        | 막신 자작 해군중장                            | 1894년 1월 22일  | 1896년 9월 18일  |                                        |
| 체신대신     | 6    | 구로다 기요타카     |        | 사쓰마 번 백작 육군중장                       | 1892년 8월 8일   | 1895년 3월 17일  |                                        |
| 체신대신     | 7    | 와타나베 구니타케   |        | 다카시마 번 자작                              | 1895년 3월 17일  | 1895년 10월 9일  | 1895년 10월 9일까지 대장·체신대신 겸임 |
| 체신대신     | 8    | 시라네 센이치       |        | 조슈 번                                       | 1895년 10월 9일  | 1896년 9월 18일  |                                        |
| 척식무대신   | 1    | 다카시마 도모노스케 |        | 사쓰마 번 자작                                | 1896년 4월 2일   | 1896년 9월 18일  | 1896년 4월 1일 척식무성 설치           |
| 반열         | -    | 구로다 기요타카     |        | 사쓰마 번 백작 육군중장                       | 1895년 3월 17일  | 1896년 9월 18일  |                                        |

### 기타
| 출신국 : 히젠국 기타 국 |

| 직책         | 대수 | 성명          | 성명 | 출신        | 취임일          | 퇴임일          | 비고        |
| ------------ | ---- | ------------- | ---- | ----------- | --------------- | --------------- | ----------- |
| 내각서기관장 | 5    | 이토 미요지   |      | 히젠국 남작 | 1892년 8월 8일  | 1896년 9월 18일 | 1895년 서작 |
| 법제국장관   | 4    | 스에마쓰 겐초 |      | 부젠국 남작 | 1892년 9월 29일 | 1896년 9월 18일 | 1895년 서작 |